# Def Jam Vendetta
Def Jam Vendetta est un jeu vidéo de combat de rue sorti en 2003 sur PlayStation 2 et GameCube (édité par Electronic Arts) principalement entre rappeurs du label Def Jam comme DMX, Ludacris, Method Man, Redman ou encore Joe Budden. Le but du jeu est d'essayer d'enchaîner des combos très violents en réalisant des prises de catch. Chaque personnage a son propre style de combat et ses propres styles de combos. La bande sonore du jeu est essentiellement de la musique rap interprétée par chaque combattant du jeu. Ce premier  volet ayant eu du succès, un second épisode a vu le jour en 2004 intitulé Def Jam : Fight For NY. Il fait son grand retour fin 2019

## Personnages
- Christina Milian (non jouable)
- Capone
- Christopher Judge (dans le rôle de D-Mob)
- DMX
- Prodigy
- Havoc
- FunkMaster Flex (non jouable)
- Ghostface Killah
- Joe Budden
- Keith Murray
- Ludacris
- Method Man
- N.O.R.E.
- Redman
- Scarface
- WC
- Proof

## Bande-son
- Intro (DMX)
- It's My Turn (fight!) (Dabo)
- Party Up (DMX)
- Yeah Yeah You Know It (Keith Murray ft. Redman & Erick Sermon)
- Stompdash (Capone & N.O.R.E. ft. M.O.P.)
- Nothin' (N.O.R.E.)
- The Streets (Re-Twist) (WC ft. Snoop Dogg & Nate Dogg)
- Do Sumthin' (Comp)
- Saturday (Ludacris)
- In Cold Blood (Scarface)
- Get Away (Christina Milian & Ja Rule)
- Uh Huh! (Method Man)
- On My Goodness (Keith Murray)
- Smash Sumthin' (Redman)
- Stick Em (Comp)
- Focus (Joe Budden)
- Bring The Pain (Method Man)
- Throw Ya Gunz (Onyx)
- Fight The Power (Public Enemy)
- X Gon' Give It To Ya (DMX)
- Kross Over (S Word)
- Def Jam Outro

## Accueil
- Jeux vidéo Magazine : 15/20[1]
- Jeuxvideo.com : 17/20[2]